# Leopoldo II, marquês de Áustria
Leopoldo II, marquês de Áustria "O justo" (1050 - 12 de outubro de 1095) foi o quinto marquês da Áustria com origem na Casa de Babenberg. Exerceu de 1075 até sua morte.
A quando da subido ao poder viu-se fortemente envolvido na Questão das investiduras, em que esteve primeiro ao lado do imperador Henrique IV. no entanto em 1081 na dieta de Tulln mudou de lado, sob a influência de sua esposa Ita de Cham e do bispo Altamano de Passau (c. 1015 - 8 de agosto 1091). Posteriormente, foi deposto pelo Imperador, que deu o seu feudo a Bratislau II da Boémia que derrotou Leopoldo na Batalha de Mailberga.

## Relações familiares
Leopoldo II foi filho de Ernesto da Áustria (c. 1027 - 10 de junho de 1075) e Adelaide da Mísnia, filha de Dedo I da Marca Oriental Saxã e de Oda de Niederlausitz.
Casou com Ita de Cham (1060-1101), filha de Ratpoto IV de Cham (? - 15 de outubro de 1080), Graf de Cham e de Matilde, de quem teve:
1. Isabel de Babemberga (c. 1070 -?) casada com Otocar de Steiermark, marquês de Steiermark,
2. Adelaide da Áustria casada com Teodorico II de Formbach, conde de Formbach e de Viechtenstein,
3. Gerberge de Babemberga (c. 1072 -?) casada com Borivoi II da Boémia, Duque da Boémia,
4. Leopoldo III da Áustria "O piedoso" (1073 — 15 de novembro de 1136), marquês da Áustria, casado com Inês de Waiblingen,
5. Judite de Babemberga,
6. Ita da Áustria casou com Lutoldo de Mähren-Znaim, duque de Mähren-Znaim,
7. Eufêmia da Áustria  casou com Conrado de Peilstein, conde de Peilstein,
8. Sofia de Babemberga casada por duas vezes, a primeira com Henrique II de Kärnten, e a segunda com Siegarde X Burghausen.